# Nathaniel Davison
Nathaniel Davison (c.1736–1809) fue un diplomático inglés, conocido por sus escritos sobre arqueología egipcia. Descubrió un espacio en la Gran Pirámide de Guiza, ahora conocido como "Cámara Davison", o "primera cámara de descarga".

## Vida
Era el cuarto hijo de George Davison de Litle Mill, Longhoughton, Northumberland; su hermana Jane era la madre del médico John Yelloly. Fue cónsul británico en Niza, desde septiembre de 1769, y luego desde 1778 en Argel, hasta 1783. Recibió una pensión del gobierno en 1786.
Davison alquiló una casa en Twickenham, donde su hijo Nicholas Francis nació, del comerciante Daniel Twining, padre de Thomas Twining. Murió en Alnwick el 23 de febrero de 1809, a los 72 o 73 años, y fue enterrado en Longhoughton. Sir Henry Taylor, criado en el Condado Durham, donde su padre era amigo de Davison, recordó que aún llevaba coleta, uno de los últimos hombres de su generación en lucirla todavía. Vendió la granja de la casa en Litle Mill a Lord Grey.

## Escritos de viajes

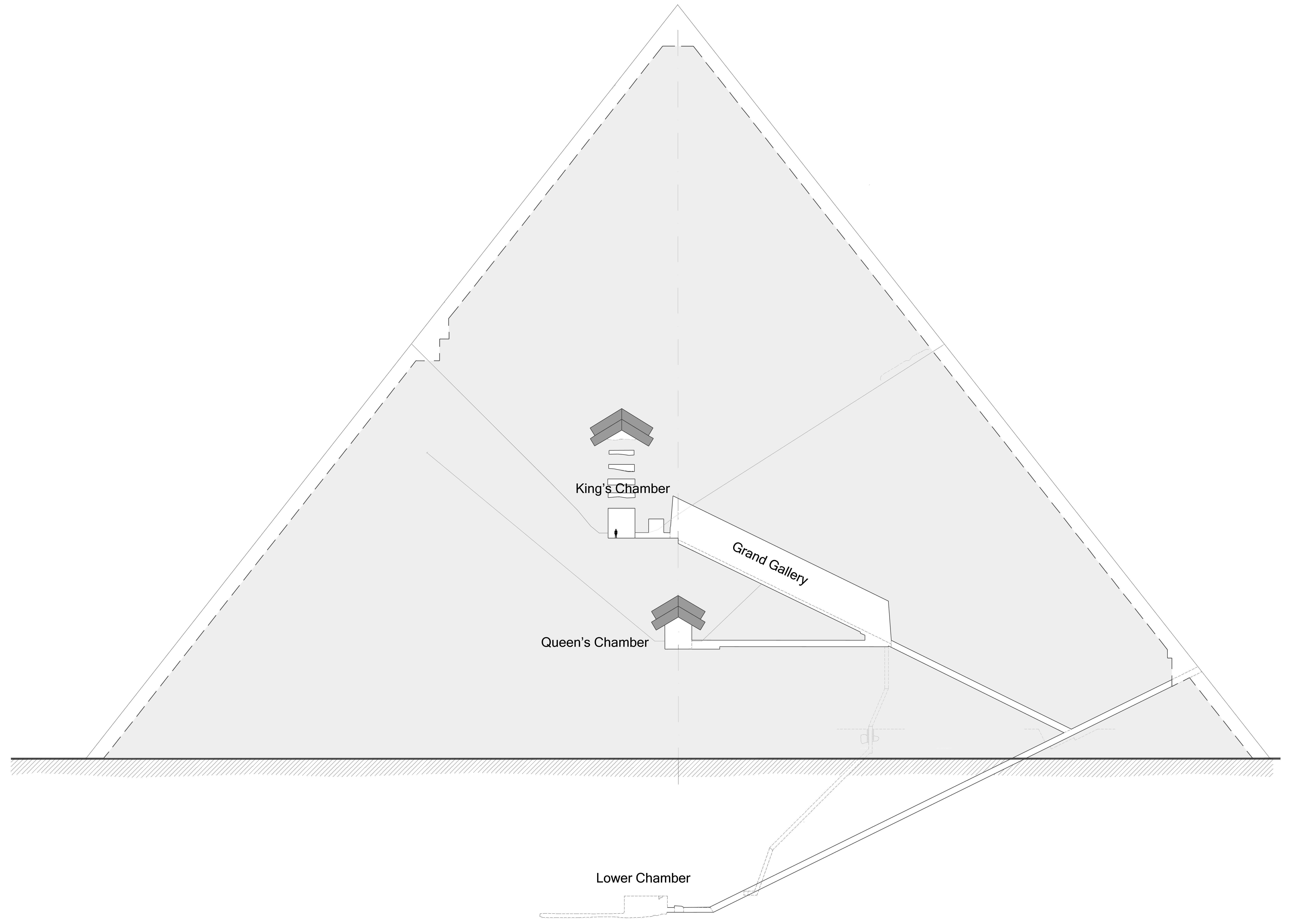
La cámara Davison es la más baja de las cinco "cámaras de descarga" por encima de la cámara del Rey, en la Gran Pirámide.

En 1763 Davison viajó a Egipto con Wortley Montagu, a quien conocía a través del librero londinense Thomas Becket. Actuando como secretario de Montagu, documentó sus viajes para la Royal Society. Montagu y Davison partieron de Livorno en abril de 1763, hacia Alejandría. Montague pasó un tiempo en Rosetta en la primavera de 1764. Davison pasó 18 meses en Alejandría, y después otro tanto en El Cairo, donde visitó las pirámides.
Fue en 1765 que, estando en la Gran Pirámide, Davison siguió un eco que escuchó en la Gran Galería. A través de un pasaje profundo colmado de excrementos de murciélago, encontró, después de arrastrarse siete metros, un espacio por encima de la cámara del Rey. Más tarde conjeturó sobre la función arquitectónica del cuarto descubierto, en una carta a Joseph White de 1779, llegando a conclusiones comparables con las más tarde publicadas por Richard William Howard Vyse.
Un grabado de un dibujo de Davison del interior de la Gran Pirámide apareció después en el segundo volumen (1807) de Viajes en el Alto y Bajo Egipto de Charles Nicolas Sigisbert Sonnini de Manoncourt. Fue publicado a través de la intervención de Louis Joseph d'Albert d'Ailly, duque de Chaulnes; pero Davison reclamó que el duque había obtenido este y otros dibujos suyos por medios dudosos.
Extractos de los diarios de Davison fueron publicados en 1817 por Robert Walpole, en su colección Memorias relacionadas con la Turquía europea y asiática. Incluyeron descripciones de la cámara, y el eje vertical de la Gran Pirámide; y de las catacumbas de Alejandría.

## Familia
Davison se casó con Margaret Thornton el 9 de julio de 1787, en Londres. Su hijo Nicholas Francis fue médico. Su tercera hija Margaret se casó con Edward John Howman en 1822. La cuarta hija, Eleanor, se casó con Adam Atkinson de Lorbottle.
Davison también ayudó a criar a su sobrino John Yelloly, después del fallecimiento de su padre.